# Neoperla angustilobata
Neoperla angustilobata är en bäcksländeart som beskrevs av Peter Zwick 1988. Neoperla angustilobata ingår i släktet Neoperla och familjen jättebäcksländor. Inga underarter finns listade i Catalogue of Life.